# Christian Meyer (Benediktiner)

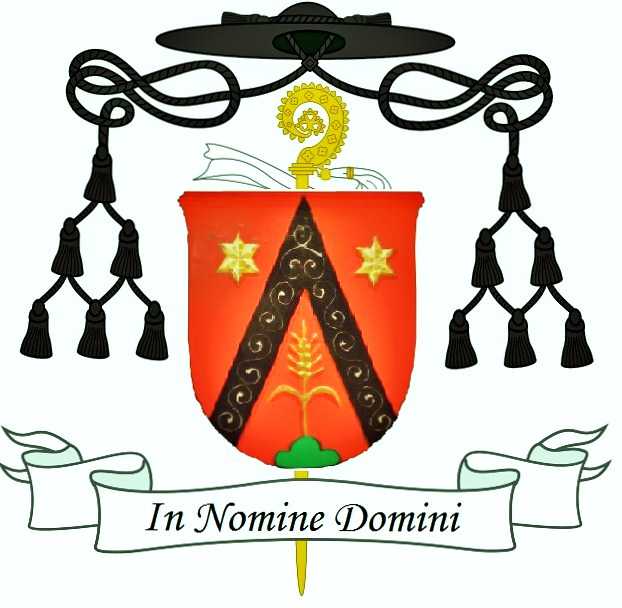
Das Wappen des 59. Abtes der Benediktinerabtei Engelberg, Abt Christian Meyer OSB

Christian Meyer OSB (* 13. Januar 1967 in Basel) ist ein Schweizer römisch-katholischer Ordensgeistlicher. Er ist der 59. Abt des Benediktinerklosters Engelberg und war von 2015 bis 2021 Abtpräses der Schweizerischen Benediktinerkongregation.

## Leben
Christian Meyer besuchte ab 1981 die Stiftsschule Engelberg, die er 1987 mit der Matura abschloss. 1988 trat er der Ordensgemeinschaft der Benediktiner im Kloster Engelberg, einer 1120 gegründeten Benediktinerabtei in Engelberg im Kanton Obwalden in der Schweiz, bei. 1989 legte er seine Profess ab und studierte Philosophie und Katholische Theologie in Luzern und Rom. 1992 weihte ihn Altbischof Anton Hänggi in der Basler Marienkirche zum Diakon. Nach seinem Pastoraljahr in Uster empfing er durch Weihbischof Paul Vollmar in der Abteikirche in Engelberg 1994 die Priesterweihe.
Am 26. November 1996 ernannte ihn Abt Berchtold Müller zum Pfarrer von Engelberg. Im benediktinischen Konvent übernahm er zunächst das Amt des Sozius des Novizenmeisters, später des Novizenmeisters selbst. 2007 wurde Meyer zum Dekan des Kantons Obwalden gewählt. Er war auch Religionslehrer an der Dorfschule und an der Stiftsschule Engelberg. 
Am 27. November 2010 erfolgte die Wahl zum 59. Abt des Benediktinerklosters Engelberg unter Leitung vom Abtpräses der Schweizer Benediktinerkongregation, Abt Benno Malfèr. Als Motto wählte Christian Meyer den Wappenspruch von Papst Paul VI.: «In nomine Domini» (deutsch: «Im Namen des Herrn»). Die Abtsweihe, die Abtbenediktion, fand am 8. Dezember 2010 in der Kloster- und Pfarrkirche von Engelberg unter Leitung von Diözesanbischof Vitus Huonder statt.
Am 28. Mai 2015 wählten ihn die Äbte und je ein Delegierter der Schweizer Benediktinerklöster im Kloster Fischingen zum Abtpräses der 1602 begründeten Schweizer Benediktinerkongregation mit den Klöstern Einsiedeln, Muri-Gries (mit Sitz in Bozen, Südtirol), Fischingen, Engelberg, Disentis, Mariastein und Marienberg (Südtirol). Die Amtszeit betrug sechs Jahre bis 2021. Christian Meyer war damit der ranghöchste Würdenträger der Kongregation und Höherer Oberer im Sinne des Kirchenrechts.

## TV
- Norbert Bischofberger: Abt mit Leib und Seele. In: Reporter, SRF 1, 7. Oktober 2020 (33 min, teilweise Schweizerdeutsch).